# شمشیربازی در المپیک تابستانی ۱۹۸۸
شمشیربازی در بازی‌های المپیک تابستانی ۱۹۸۸ نام رویداد ورزش شمشیربازی در بازی‌های المپیک تابستانی بود که در سال ۱۹۸۸ برگزار شد.

## جدول مدال‌ها
| رتبه | کشور              | طلا | نقره | برنز | مجموع |
| ۱    | آلمان غربی (FRG)  | ۳   | ۳    | ۱    | ۷     |
| ۲    | فرانسه (FRA)      | ۲   | ۱    | ۰    | ۳     |
| ۳    | اتحاد شوروی (URS) | ۱   | ۱    | ۳    | ۵     |
| ۴    | ایتالیا (ITA)     | ۱   | ۱    | ۲    | ۴     |
| ۵    | مجارستان (HUN)    | ۱   | ۰    | ۲    | ۳     |
| ۶    | آلمان شرقی (GDR)  | ۰   | ۱    | ۰    | ۱     |
| ۶    | لهستان (POL)      | ۰   | ۱    | ۰    | ۱     |

## کشورهای شرکت کننده
| - آرژانتین (۲) - آروبا (۱) - استرالیا (۲) - اتریش (۵) - بحرین (۴) - بلژیک (۲) - بولیوی (۱) - برزیل (۴) - بلغارستان (۵) - کانادا (۱۸) - چین (۱۵) | - چین تایپه (۲) - کلمبیا (۵) - آلمان شرقی (۷) - مصر (۲) - فنلاند (۱) - فرانسه (۱۹) - بریتانیای کبیر (۱۳) - هنگ کنگ (۷) - مجارستان (۲۰) - اندونزی (۲) | - ایتالیا (۲۰) - ژاپن (۱۰) - اردن (۱) - کویت (۸) - لبنان (۲) - مکزیک (۱) - موناکو (۱) - هلند (۵) - نیوزیلند (۱) - پاراگوئه (۲) - فیلیپین (۱) | - لهستان (۱۸) - پرتغال (۳) - رومانی (۲) - کره جنوبی (۲۰) - اتحاد شوروی (۲۰) - اسپانیا (۸) - سوئد (۱۱) - سوئیس (۷) - ایالات متحده آمریکا (۱۹) - آلمان غربی (۲۰) |